# Krzysztof Koseła
Krzysztof Marian Koseła (ur. 1951) – polski socjolog, profesor nauk humanistycznych, od 2012 do 2016 dziekan Wydziału Filozofii i Socjologii Uniwersytetu Warszawskiego.

## Życiorys
W 1973 roku ukończył studia socjologiczne w Instytucie Socjologii Uniwersytetu Warszawskiego. Doktoryzował się w 1982 roku, natomiast stopień doktora habilitowanego uzyskał w 2004 roku na podstawie dorobku naukowego i rozprawy pt. Polak i katolik. Splątana tożsamość. W 2006 uzyskał stanowisko profesora UW. Pracuje w Instytucie Socjologii Uniwersytetu Warszawskiego na stanowisku kierownika Zakładu Metodologii Badań Socjologicznych.
Jest członkiem Sekcji Metodologii Badań Społecznych w Polskim Towarzystwie Socjologicznym.
Do jego zainteresowań naukowych wliczają się m.in. metodologia socjologii, socjologia religii czy młodzieży. Zasiadł w Radzie Centrum Badania Opinii Społecznej (CBOS).
Od 2012 do 2016 był dziekanem Wydziału Filozofii i Socjologii Uniwersytetu Warszawskiego. 

## Wybrane publikacje
- Metody badania procesów społecznych, 1983/86
- Ruchy pogranicza religii i nauki jako zjawisko socjopsychologiczne (red.), 1984/85/89
- Szkoła czy parafia? : nauka religii w szkole w świetle badań socjologicznych (red.), 1995
- Jugendliche in Deutschland und in Polen auf dem Hintergrund der gesellschaftlichen Situation in beiden Ländern : Synopse ausgewählter Untersuchungen (współautor), 1997
- Europejska tożsamość Polaków w perspektywie zjednoczenia z UE (współautor), 1998
- Młodzi Polacy i młodzi Niemcy w nowej Europie, 2005